# Gare de Capellen
Pour l’article ayant un titre homophone, voir Gare de Kapellen.
La gare de Capellen est une gare ferroviaire luxembourgeoise de la ligne 5, de Luxembourg à Kleinbettingen et frontière, située à Capellen sur le territoire de la commune de Mamer, dans le canton de Capellen.
Elle est mise en service en 1859 par la Compagnie des chemins de fer de l'Est, l'exploitant des lignes de la Société royale grand-ducale des chemins de fer Guillaume-Luxembourg. C'est une gare de la Société nationale des chemins de fer luxembourgeois (CFL), desservie par des trains Regionalbunn (RB) uniquement.

## Situation ferroviaire
Établie à 304 mètres d'altitude, la gare de Capellen est située au point kilométrique (PK) 13,020 de la ligne 5 de Luxembourg à Kleinbettingen et la frontière, entre les gares de Mamer et de Kleinbettingen.

## Histoire
La station de Capellen est mise en service par la Compagnie des chemins de fer de l'Est, l'exploitant des lignes de la Société royale grand-ducale des chemins de fer Guillaume-Luxembourg, lors de l'ouverture à l'exploitation la ligne de Luxembourg à Kleinbettingen et à la frontière belge le 15 septembre 1859.
La démolition du bâtiment voyageurs est programmée dans le cadre du réaménagement à venir de la gare.

## Service des voyageurs

### Accueil
Gare CFL, non gérée, qui dispose d'un bâtiment voyageurs. Le passage d'un quai à l'autre se fait par un passage à niveau. La gare dispose d'un automate pour l'achat de titres de transport.

### Dessertes
Capellen est desservie par des trains Regional-Express (RE) et Regionalbunn (RB) de la ligne Luxembourg - Kleinbettingen - Arlon,.

### Intermodalité
Un parc pour les vélos (44 places) et un parking pour les véhicules (7 places) y sont aménagés. La gare n'offre aucune correspondance avec les autobus, les lignes RGTR traversent le bourg mais pas la gare qui est située à l'écart à 900 m de marche de l'arrêt le plus proche.

## Galerie

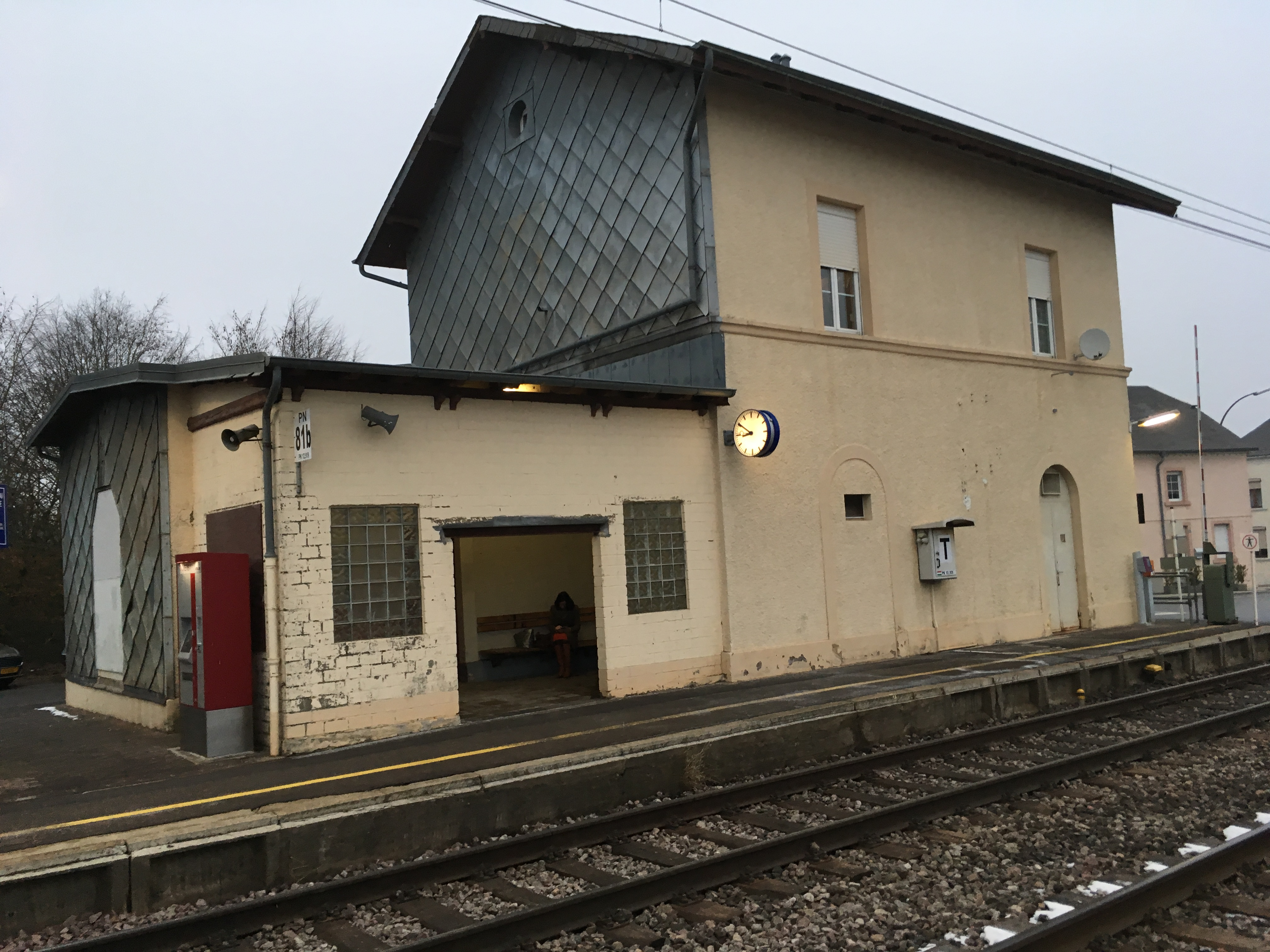
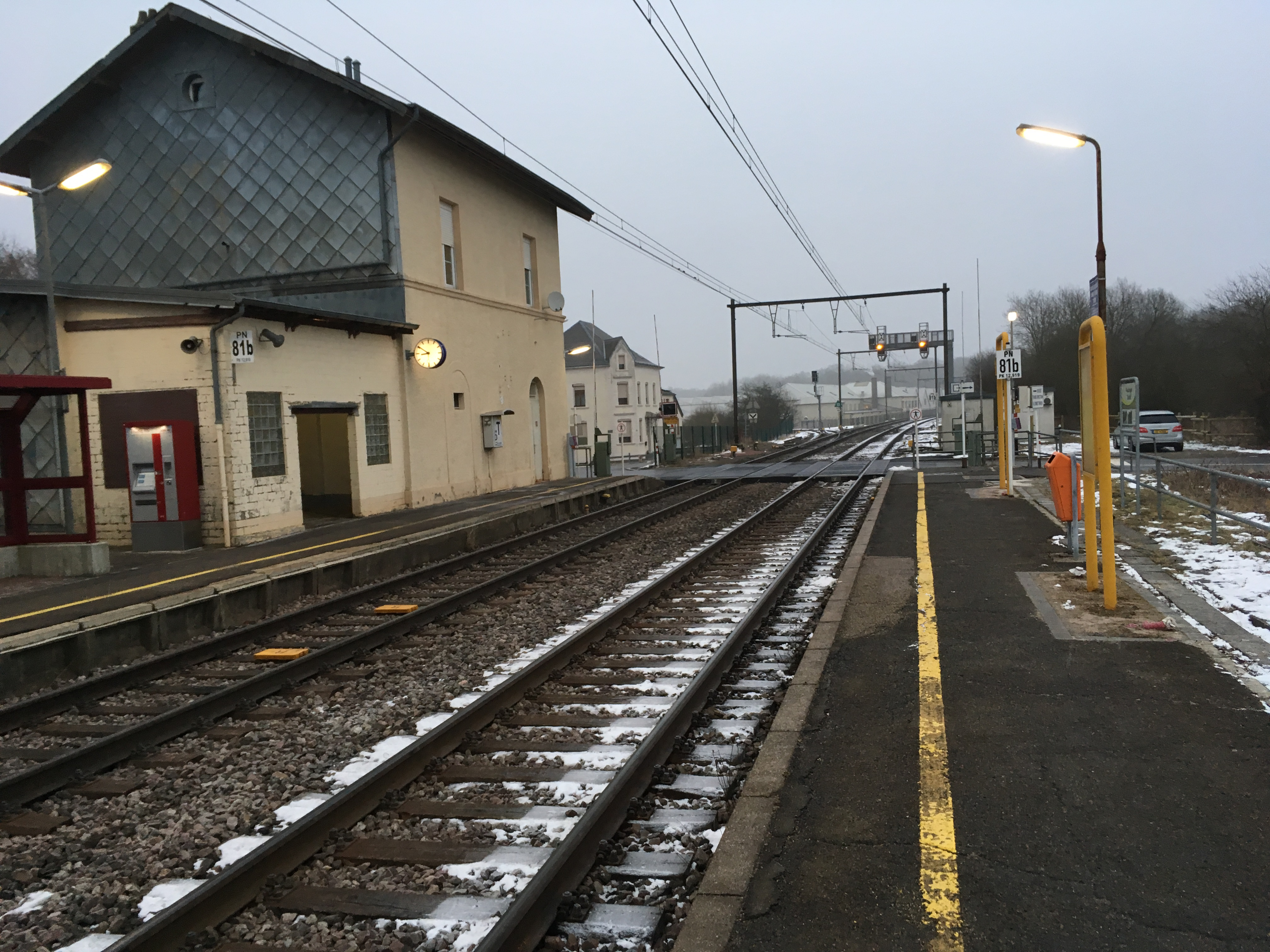
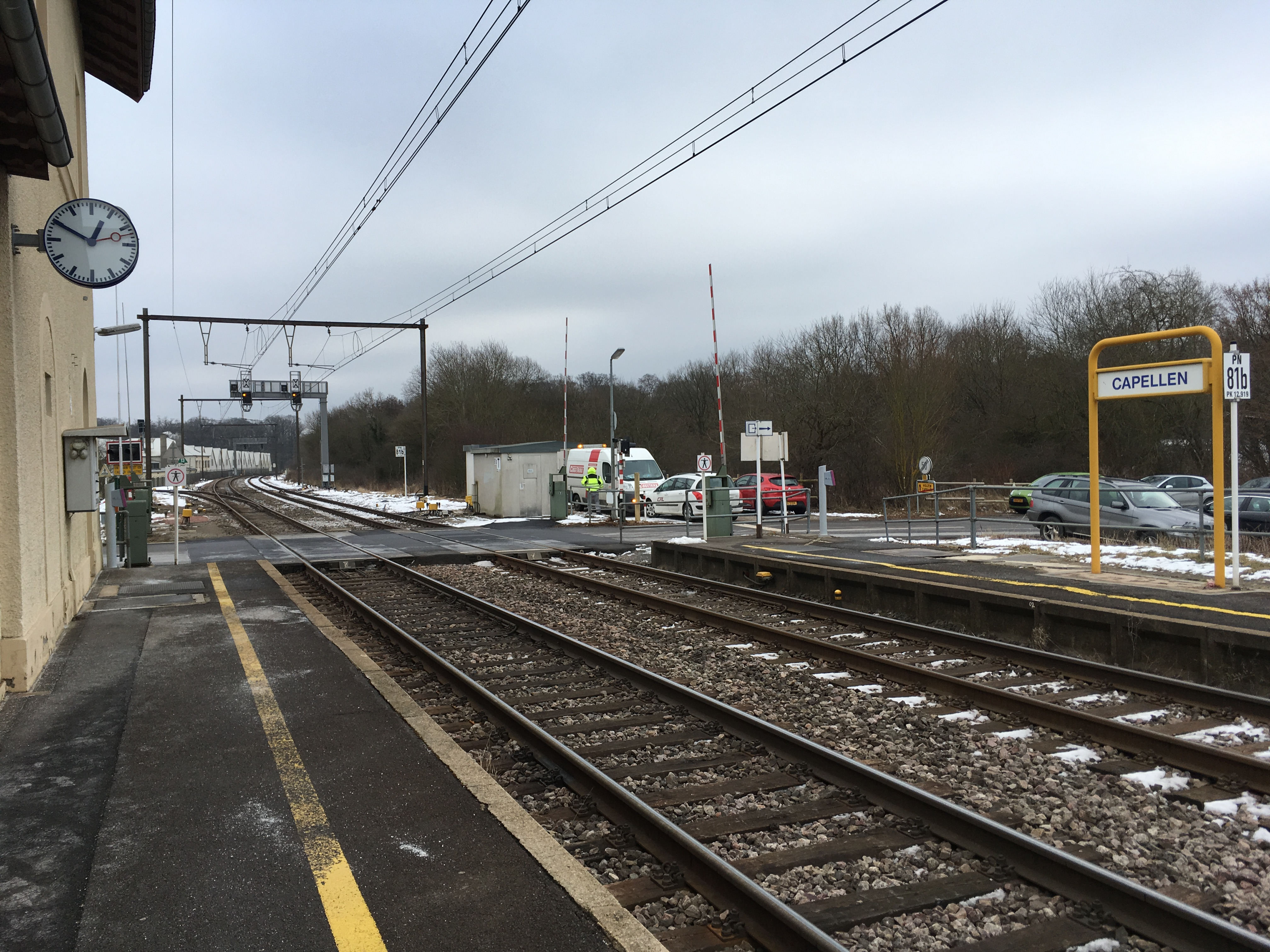
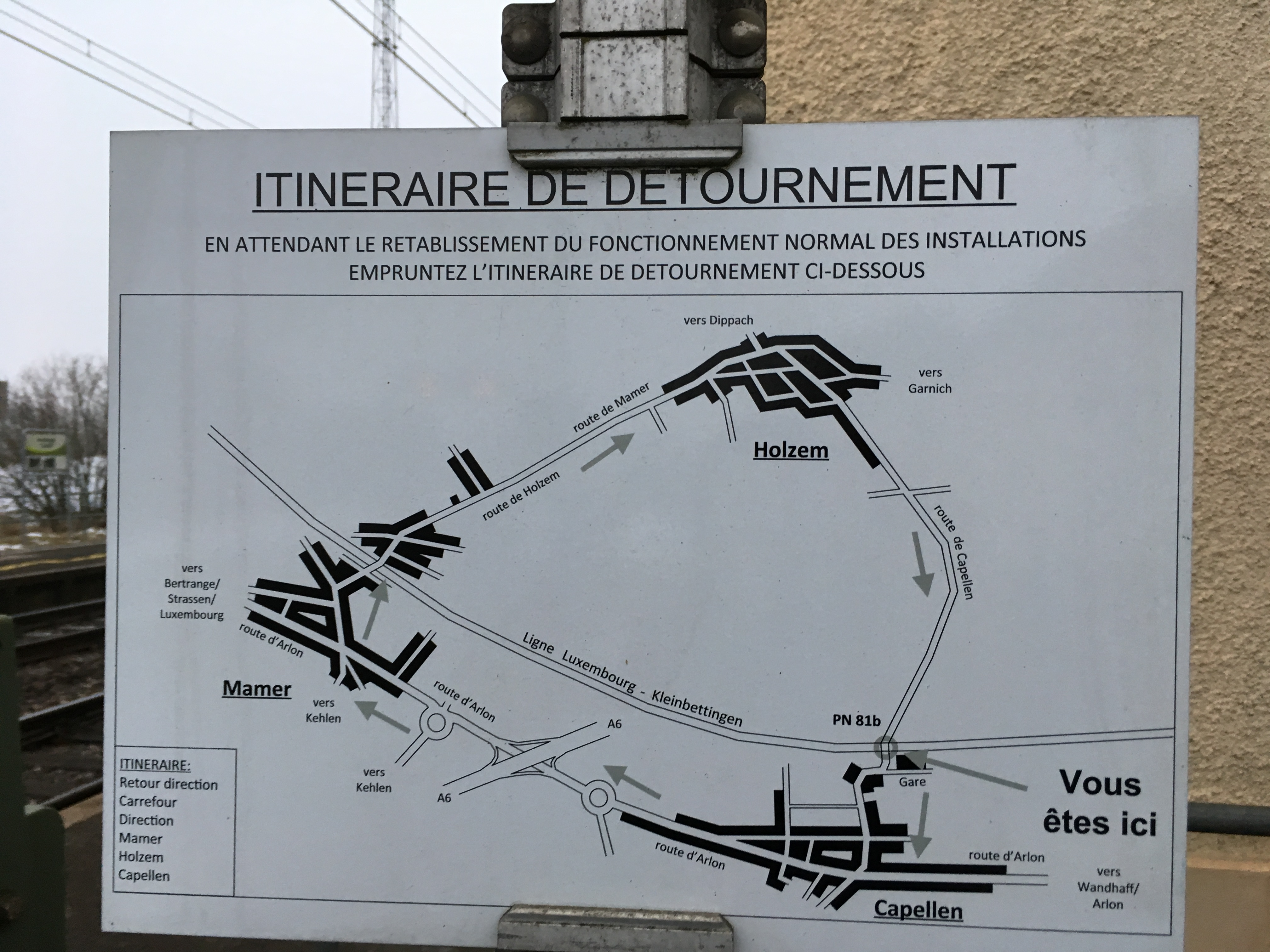